# Río Guadalbarbo
El río Guadalbarbo es un río del sur de España perteneciente a la cuenca hidrográfica del Guadalquivir, que discurre en su totalidad por el territorio del norte de la provincia de Córdoba. Parte del curso del Guadalbarbo ha sido declarado Zona Especial de Conservación (ZEC).

## Curso
El Guadalbarbo nace en Sierra Morena, en el término municipal de Belmez. Realiza un recorrido en dirección noroeste-sureste a lo largo de unos 58 km que atraviesan los términos de Espiel, Obejo y Villaharta hasta su confluencia con el Guadalmellato en el embalse homónimo. Integra la vertiente más occidental de la cuenca del Guadalmellato. La zona donde se localiza la ZEC se reconoce como el escalón de finalización de Sierra Morena hacia el valle del Guadalquivir y está formada por pizarras, micaesquistos, gneises y grauvacas.

## Flora y fauna
En la primera banda de la vegetación de ribera de la ZEC Río Guadalbarbo se encuentran saucedas salvifolias arborescentes densas con fresnos y algún aliso. Esta es una zona de potencial de fresnedas, por lo que a lo largo del río Guadalbarbo hay grandes tramos de fresneda arborescente de composición similar al río Cuzna. La población faunística es abundante y variada, con diversidad de especies propias del medio fluvial, como son los invertebrados y los  anfibios, además de aves acuáticas como el martín pescador.